# Trustschap

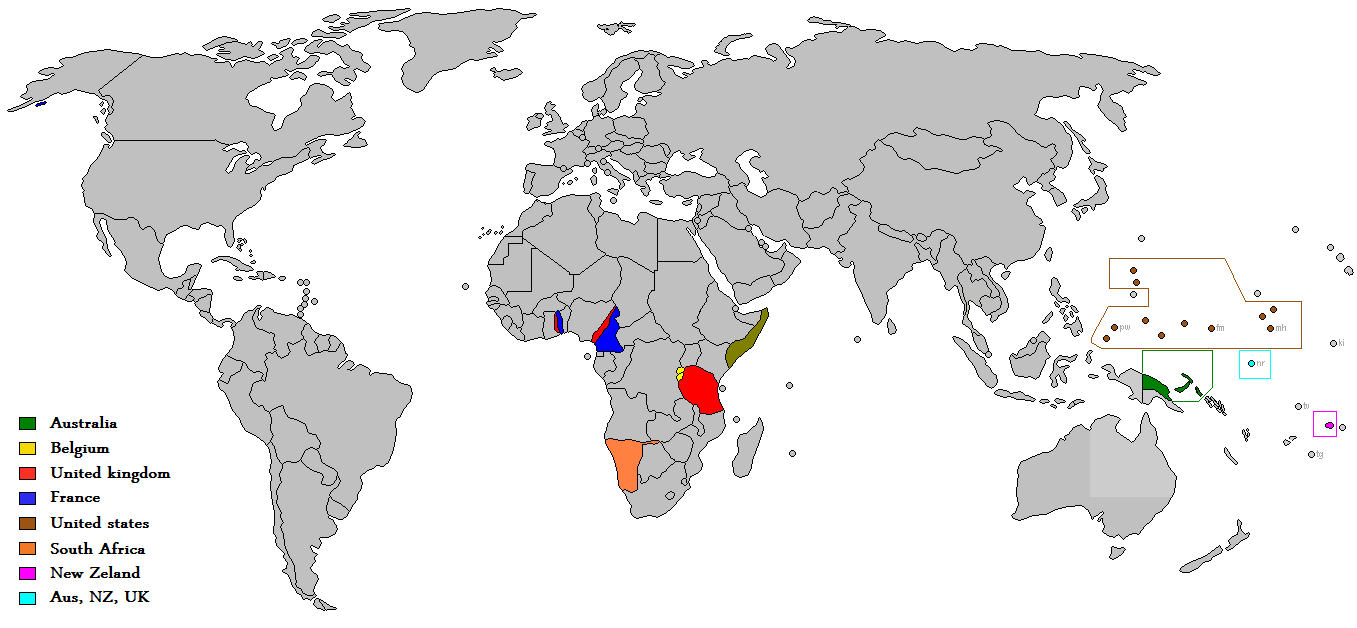
Trustschappen

Een trustschap of trustgebied was een gebied beheerd namens de Verenigde Naties (VN). Het waren voornamelijk voormalige Duitse koloniën in Afrika en het Grote Oceaangebied die na de Eerste Wereldoorlog mandaatgebieden van de Volkenbond werden. Toen de Volkenbond in 1946 opgeheven werd, werden de mandaatgebieden omgevormd tot VN-trustschappen.
Alle trustschappen zijn in de jaren 1950 en 1960 onafhankelijke staten geworden, met uitzondering van enkele gebieden in de Stille Oceaan die later onafhankelijkheid verkregen. Het door de Verenigde Staten bestuurde eilandgebied Palau was het laatste trustgebied en werd in 1994 onafhankelijk. De Noordelijke Marianen kozen ervoor om niet onafhankelijk te worden maar zich aan te sluiten bij de Verenigde Staten.
Het systeem van internationale trustschappen werd gedefinieerd door hoofdstuk XII van het Handvest van de Verenigde Naties (1945). De trustschappen werden beheerd door de Trustschapsraad van de Verenigde Naties. Aangezien er geen trustgebieden meer zijn en er wellicht geen nieuwe bij komen, werd op 25 mei 1994 unaniem besloten dat de raad alleen nog maar bij elkaar komt als de voorzitter van de Trustschapsraad of een meerderheid van de lidstaten het wenst. Ook komt de raad bijeen als de Algemene Vergadering of de Veiligheidsraad dat verlangt.
In de praktijk werden de trustschappen bestuurd door verschillende westerse naties, waaronder de Verenigde Staten, het Verenigd Koninkrijk en Frankrijk. Het trustschap Ruanda-Urundi werd bestuurd door België.

## Trustschappen
| Korte naam                            | Lange naam                              | Voormalige kolonie of protectoraat | Bestuurd door                                       | Geschiedenis |
| ------------------------------------- | --------------------------------------- | ---------------------------------- | --------------------------------------------------- | --- |
| Brits-Kameroen                        | Trustschap Kameroen onder Brits bestuur | Duits-Kameroen                     | Verenigd Koninkrijk                                 | Na de Eerste Wereldoorlog een mandaatgebied van de Volkenbond. Na de Tweede Wereldoorlog een trustschap van de VN. Na een referendum ging het noordelijk deel in 1961 bij Nigeria, terwijl het zuiden bij Kameroen ging |
| Brits-Togoland                        | Trustschap Togoland onder Brits bestuur | Togoland                           | Verenigd Koninkrijk                                 | Na de Eerste Wereldoorlog een mandaatgebied van de Volkenbond. Na de Tweede Wereldoorlog een trustschap van de VN. Het gebied werd na een referendum in 1956 verenigd met de Britse Goudkust en werd in 1957 onafhankelijk als Ghana |
| Frans-Kameroen                        | Trustschap Kameroen onder Frans bestuur | Duits-Kameroen                     | Frankrijk                                           | Na de Eerste Wereldoorlog een mandaatgebied van de Volkenbond. Na de Tweede Wereldoorlog een trustschap van de VN. Het gebied werd in 1961 onafhankelijk als de republiek Kameroen |
| Frans-Togoland                        | Trustschap Togoland onder Frans bestuur | Togoland                           | Frankrijk                                           | Na de Eerste Wereldoorlog een mandaatgebied van de Volkenbond. Na de Tweede Wereldoorlog een trustschap van de VN. Het gebied werd in 1960 onafhankelijk als Togo |
| Nauru                                 | Trustschap Nauru                        | Duits-Nieuw-Guinea                 | Australië, Nieuw-Zeeland en het Verenigd Koninkrijk | Na de Eerste Wereldoorlog een mandaatgebied van de Volkenbond. Na de Tweede Wereldoorlog een trustschap van de VN. Het eiland werd in 1968 onafhankelijk als Nauru |
| Nieuw-Guinea                          | Trustschap Nieuw-Guinea                 | Duits-Nieuw-Guinea                 | Australië                                           | Na de Eerste Wereldoorlog een mandaatgebied van de Volkenbond. Na de Tweede Wereldoorlog een trustschap van de VN. In 1949 werd het gebied bestuurlijk samengevoegd met het Territorium Papoea tot het Territorium Papoea en Nieuw-Guinea, dat in 1975 onafhankelijk werd als Papoea-Nieuw-Guinea |
| Ruanda-Urundi                         | Trustschap Ruanda-Urundi                | Duits-Oost-Afrika                  | België                                              | Na de Eerste Wereldoorlog een mandaatgebied van de Volkenbond. Na de Tweede Wereldoorlog een trustschap van de VN. Het gebied werd in 1962 onafhankelijk als de aparte landen Rwanda en Burundi |
| Somalië                               | Trustschap Somalië                      | Italiaans-Somaliland               | Italië                                              | De Italiaanse kolonie werd in de Tweede Wereldoorlog door de geallieerden bezet. Het gebied werd in 1949 een trustschap onder Italiaans bestuur. In 1960 werd het verenigd met Brits-Somaliland tot de onafhankelijke staat Somalië. |
| Tanganyika                            | Trustschap Tanganyika                   | Duits-Oost-Afrika                  | Verenigd Koninkrijk                                 | Na de Eerste Wereldoorlog een mandaatgebied van de Volkenbond. Na de Tweede Wereldoorlog een trustschap van de VN. Het gebied werd in 1961 onafhankelijk als Tanganyika en werd in 1962 de Republiek Tanganyika, in 1964 verenigd met de Volksrepubliek Zanzibar en Pemba tot Tanzania |
| Trustschap van de Pacifische Eilanden | Trustschap van de Pacifische Eilanden   | Duits-Nieuw-Guinea                 | Verenigde Staten                                    | Dit voormalige Japanse mandaatgebied (het Zuid-Pacifisch Mandaatgebied) werd na de Tweede Wereldoorlog overgenomen door de Verenigde Staten. Het gebied viel in 1986 uiteen in onafhankelijke staten: Micronesia, de Marshalleilanden en Palau (hoewel Palau pas in 1994 volledige onafhankelijkheid van de VS verkreeg). Een vierde deel, de Noordelijke Marianen, werd in 1986 een afhankelijk gebied van de VS. |
| West-Samoa                            | Trustschap West-Samoa                   | Duits-Samoa                        | Nieuw-Zeeland                                       | Na de Eerste Wereldoorlog een mandaatgebied van de Volkenbond onder Brits bestuur (Mandaatgebied West-Samoa). Na de Tweede Wereldoorlog een trustschap van de VN onder Nieuw-Zeelands bestuur. Het gebied werd in 1962 onafhankelijk als West-Samoa, sinds 1997 Samoa geheten. |